# 蒂爾卡拉
23°34′S 65°22′W / 23.567°S 65.367°W

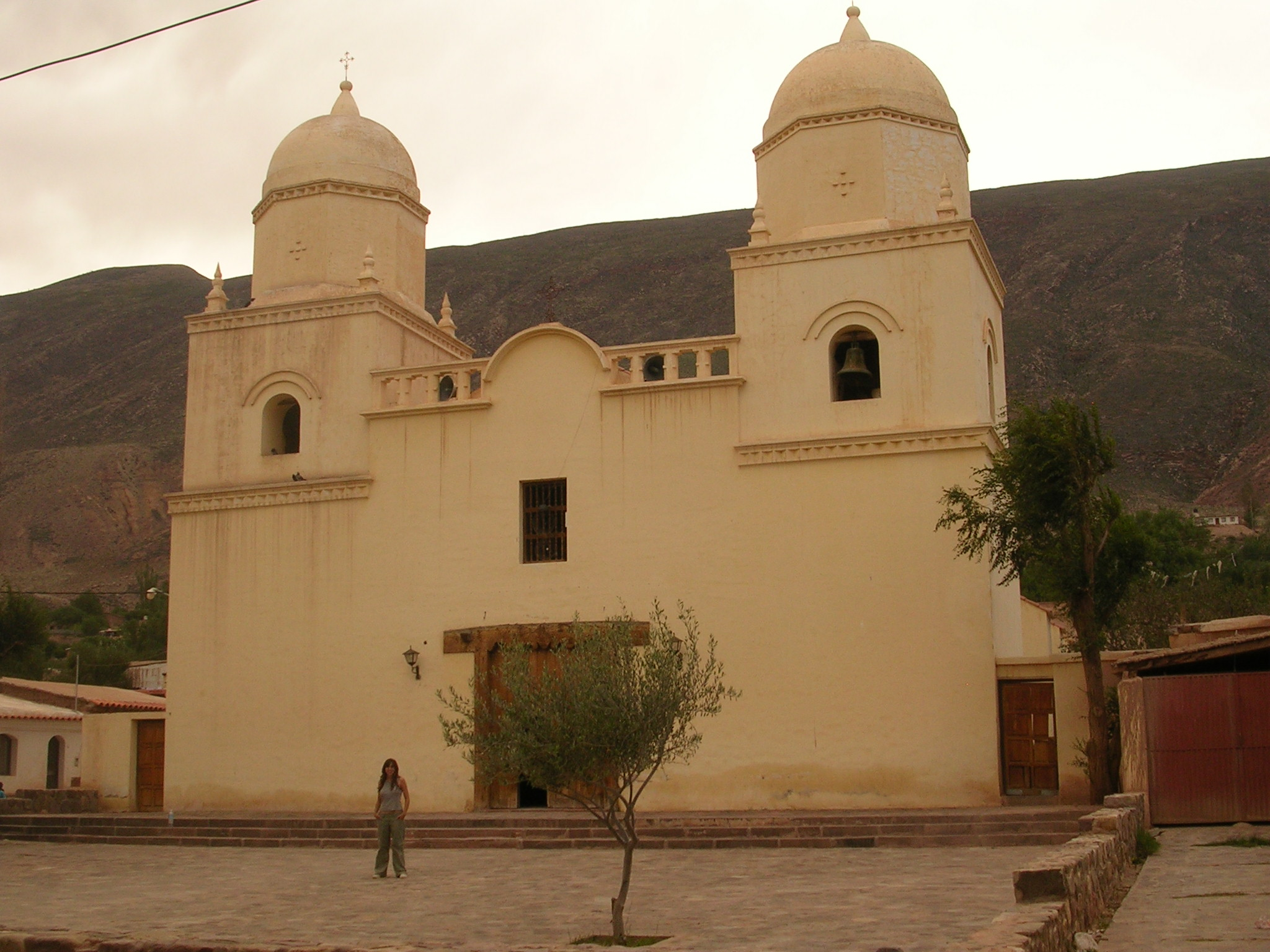
蒂尔卡拉教堂

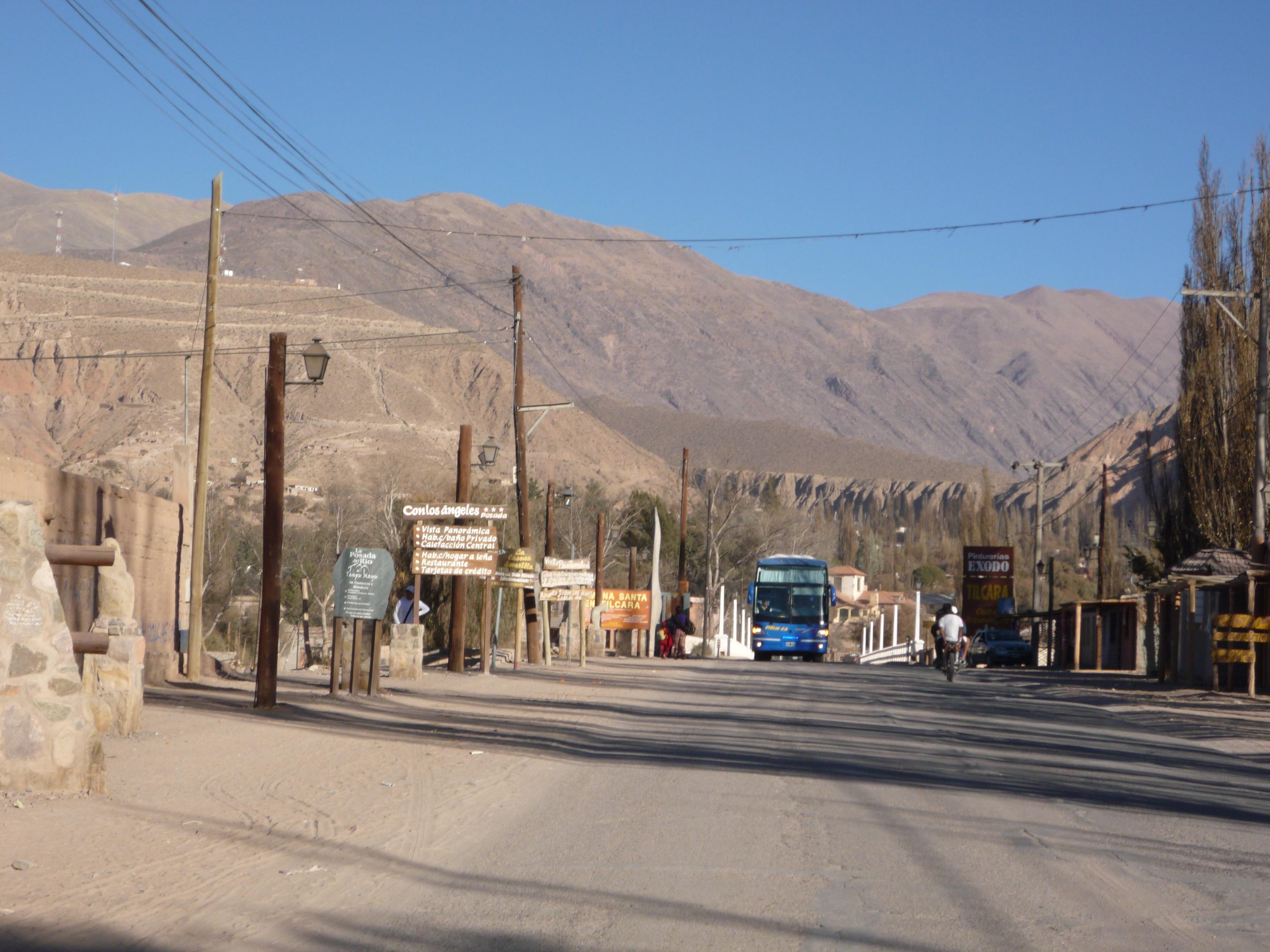
蒂爾卡拉

蒂爾卡拉:873，是阿根廷的城鎮，位於該國西北部胡胡伊省，是蒂爾卡拉縣的首府，面積1.2平方公里，海拔高度2,465米，每年平均降雨量141毫米，2001年人口4,358，人口密度每平方公里3,631.67人。